# CantaSnorky
CantaSnorky  è il settimo album di Cristina D'Avena, pubblicato da Five Record Srl su licenza Blue Strike Music B.V. e distribuito da C.G.D. Messaggerie Musicali SpA, nel 1986.

## Descrizione
L'album contiene canzoni dedicate alla serie animata Gli Snorky compresi i due singoli usciti precedentemente Arrivano gli Snorky/Ciao siamo gli Snorky e Noi Snorky incontrerai/Sempre sognerai e i brani della serie originale non usati nell'edizione italiana, adattati da Alessandra Valeri Manera. Di questo album solo le 4 canzoni dei singoli sono state ripubblicate su CD, tutti gli altri brani sono inediti.

## Tracce
- LP: FM 13571
- MC: 50 FM 13571

Lato A
Testi di Alessandra Valeri Manera.
1. Noi Snorky incontrerai – 2:59 (musica: Giordano Bruno Martelli; edizioni musicali Sepp, Anihanbar Music Co)
2. L'isola speciale – 3:32 (Barry Corbett, John De Plesses, Helna e William Jackson)
3. Snorkylandia – 2:46 (Barry Corbett, John De Plesses, Helna e William Jackson)
4. Guarda come sbuffa, guarda come soffia – 2:01 (Barry Corbett, John De Plesses, Helna e William Jackson)
5. Impara a sorridere – 2:48 (Barry Corbett, John De Plesses, Helna e William Jackson)
6. Tic Toc Tic, che ora è? – 1:57 (Barry Corbett, John De Plesses, Helna)

Durata totale: 16:03
Lato B
Testi di Alessandra Valeri Manera.
1. Arrivano gli Snorky – 2:44 (testo: J.F.F. Ferry Wienneke e Jay Ferne – musica: Jay Ferne)
2. Noi ridiamo, noi cantiamo – 1:59 (Barry Corbett, John De Plesses e Helna)
3. Bollicina – 2:55 (Barry Corbett, John De Plesses e Helna)
4. Ricorda che – 3:24 (Barry Corbett, John De Plesses e Helna)
5. Ciao siamo gli Snorky – 2:41 (Barry Corbett, John De Plesses, Helna e William Jackson)
6. Sempre sognerai – 2:52 (Barry Corbett, John De Plesses e Helna)

Durata totale: 16:35

## Produzione
- Alessandra Valeri Manera – Produzione discografica e direzione discografica
- Studio Hanna-Barbera – Realizzazione immagine
- Mick Robson – Registrazione album

## Produzione e formazione dei brani
Per tutti i brani a eccezione dei singoli
- Giordano Bruno Martelli – Produzione e supervisione musicale
- Giovanni Bobbio – Registrazione e mixaggio al Bob Studio, Milano
- I Piccoli Cantori di Milano – Cori
- Niny Comolli – Direzione cori
- Laura Marcora – Direzione cori